# Khai Nguyên tạp báo
Khai Nguyên tạp báo (tiếng Trung: 開元雜報), là ấn phẩm chính thức xuất hiện lần đầu tiên trong niên hiệu Khai Nguyên thời Đường. Nó được mô tả là tờ báo viết hoặc công báo đầu tiên của Trung Quốc, và cũng là tờ tạp chí đầu tiên trên thế giới. Những người đặt mua tờ báo này chủ yếu là giới quan lại triều đình. Những tin tức chính trị, thời sự trong nước hàng ngày đều được biên tập viên sưu tầm, người viết thuê chép lại để gửi đi các tỉnh. Báo được in bằng tay trên lụa và xuất hiện trong khoảng thời gian từ năm 713 đến năm 734.